# Comuna Vișina Nouă, Olt
Vișina Nouă este o comună în județul Olt, Oltenia, România, formată numai din satul de reședință cu același nume. S-a format prin despărțirea de comuna Vădastra în anul 2004.

## Demografie
Componența etnică a comunei Vișina Nouă
     Români (95,37%)
     Romi (1,32%)
     Alte etnii (0%)
     Necunoscută (3,31%)
Componența confesională a comunei Vișina Nouă
     Ortodocși (96,23%)
     Alte religii (0,13%)
     Necunoscută (3,64%)
Conform recensământului efectuat în 2021, populația comunei Vișina Nouă se ridică la 1.512 locuitori, în scădere față de recensământul anterior din 2011, când fuseseră înregistrați 1.767 de locuitori. Majoritatea locuitorilor sunt români (95,37%), cu o minoritate de romi (1,32%), iar pentru 3,31% nu se cunoaște apartenența etnică. Din punct de vedere confesional, majoritatea locuitorilor sunt ortodocși (96,23%), iar pentru 3,64% nu se cunoaște apartenența confesională.

## Politică și administrație
Comuna Vișina Nouă este administrată de un primar și un consiliu local compus din 11 consilieri. Primarul, Florin Cristian Țol[*], de la Partidul Social Democrat, este în funcție din 2008. Începând cu alegerile locale din 2024, consiliul local are următoarea componență pe partide politice:
|  | Partid                    | Consilieri | Componența Consiliului | Componența Consiliului | Componența Consiliului | Componența Consiliului | Componența Consiliului | Componența Consiliului | Componența Consiliului | Componența Consiliului | Componența Consiliului | Componența Consiliului |
|  | ------------------------- | ---------- | ---------------------- | ---------------------- | ---------------------- | ---------------------- | ---------------------- | ---------------------- | ---------------------- | ---------------------- | ---------------------- | ---------------------- |
|  | Partidul Social Democrat  | 10         |                        |                        |                        |                        |                        |                        |                        |                        |                        |                        |
|  | Partidul Național Liberal | 1          |                        |                        |                        |                        |                        |                        |                        |                        |                        |                        |

## Personalități născute aici
- Constantin Enceanu (n. 1964), cântăreț de muzică populară.